# Anzoátegui Fútbol Club
O Anzoátegui Fútbol Club é um clube de futebol venezuelano com sede em Puerto la Cruz, cidade e capital do município de Juan Antonio Sotillo, no estado de Anzoátegui. Fundado em 2021, disputa atualmente a Primera División, a primeira divisão profissional do Campeonato Venezuelano de Futebol, onde manda seus jogos no Estádio José Antonio Anzoátegui, mais conhecido como Estádio Olímpico Luis Ramos, um estádio multi-esportivo também localizado em Puerto La Cruz que tem capacidade para quase 40 000 espectadores.
O clube não possui relação com o antigo Anzoátegui FC, fundado em 1966 e dissolvido em 1974.

## História
Fundado em 18 de dezembro de 2021 sob o nome de Academia Anzoátegui Fútbol Club, o clube foi imediatamente incluído na Segunda División de 2022 (oficialmente Liga FUTVE 2), a segunda divisão profissional do futebol venezuelano.
A Academia Anzoátegui FC terminou em segundo lugar em sua temporada de estreia, sendo derrotada na final pelo Angostura FC. Antes do início da temporada de 2024, o clube mudou seu nome para Anzoátegui Fútbol Club. Ainda em 2024, alcançou novamente a segunda colocação, perdendo a final dessa vez para o Yaracuyanos FC.
Após o término da temporada, foi noticiado que o Anzoátegui estava em negociações para uma fusão com o Angostura, por meio da qual assumiria a vaga deste na Primera División (oficialmente Liga FUTVE), a divisão de elite venezuelana. Em 14 de janeiro de 2025, a Liga FUTVE, entidade responsável pelo futebol profissional na Venezuela, confirmou que o Anzoátegui disputaria a Liga FUTVE de 2025, substituindo o Angostura na competição.

## Títulos

### Campanhas de destaque
| CAMPEONATOS NACIONAIS | CAMPEONATOS NACIONAIS | CAMPEONATOS NACIONAIS | CAMPEONATOS NACIONAIS | CAMPEONATOS NACIONAIS |
| --------------------- | --------------------- | --------------------- | --------------------- | --------------------- |
| Nível                 | Competição            | Organização           | Resultado             | Temporada(s)          |
| Segunda Divisão       | Liga FUTVE 2          | Liga FUTVE (FVF)      | Vice-campeão          | 2022, 2024            |

## Treinadores
| País      | Nome                      | Período | Período | Ref.   |
| Venezuela | Jesús Alonso Cabello      | 2022    | 2022    | [ 9 ]  |
| Venezuela | Álvaro Valencia           | 2022    | 2022    | [ 10 ] |
| Venezuela | José Daniel González      | 2023    | 2023    | [ 11 ] |
| Venezuela | Alexis Leonardo Jordán    | 2023    | 2024    | [ 12 ] |
| Venezuela | Juvencio Betancourt       | 2024    | 2024    | [ 13 ] |
| Venezuela | Alexis Leonardo Jordán    | 2024    | 2024    |        |
| Venezuela | Leonardo Alberto González | 2025    | hoje    | [ 14 ] |